# 赫拉蒂庫盧
赫拉蒂庫盧是非洲南部國家斯威士蘭的城鎮，由希塞盧韋尼負責管轄，位於該國西南部，該鎮負責的濕地受保育計劃保護，海拔高度1,114米，1997年人口2,076。
26°58′S 31°19′E / 26.967°S 31.317°E